# Coronacrisis in Azië
Dit artikel documenteert de coronacrisis in Azië waar door landen en regio's maatregelen zijn getroffen wegens het coronavirus dat de coronapandemie in 2019 en 2020 veroorzaakte. Het virus dook voor het allereerst op in Wuhan, China.

## Besmettingen

### Afghanistan
Op 24 februari 2020 maakte minister van volksgezondheid Ferrozudin Feroz op een persconferentie in Kaboel bekend dat het eerste besmettingsgeval in het land was vastgesteld, in de westelijke provincie Herat bij een 35-jarige patiënt die onlangs was ingereisd vanuit Iran en daar in Qom was geweest, de plaats met op dat moment de meeste bekende besmettingsgevallen.
In augustus 2020 werd door het Ministerie van Volksgezondheid bekendgemaakt dat naar schatting bijna een derde van de Afghaanse bevolking inmiddels besmet kon zijn geraakt.  

### Bahrein
Op 24 februari werd het eerste vastgestelde besmettingsgeval in Bahrein gemeld.

### Bhutan
Op 6 maart 2020 werd de eerste besmetting van het virus in Bhutan vastgesteld. Het betrof een 76-jarige Amerikaanse man die via India het land was binnen gereisd. 90 andere personen met wie hij in contact is geweest, onder wie zijn 59-jarige vrouw, bestuurder en gids werden onder quarantaine geplaatst.
In reactie hierop sloot Bhutan voor twee weken de grenzen voor buitenlandse toeristen. Tevens werden de scholen in drie gebieden gesloten, waaronder in de hoofdstad Thimphu.

### Cambodja
Op 29 januari bevestigde Cambodja de eerste besmetting binnen de eigen landgrenzen, in Sihanoukville. Het betrof een 60-jarige Chinese man die met zijn familie naar de kustplaats vanuit Wuhan was afgereisd. De drie andere familieleden met wie hij reisde werden onder quarantaine geplaatst, omdat zij nog geen symptomen vertoonden.

### Filipijnen

Kaart van de uitbraak op de Filipijnen
(per 27 maart):
Bevestigde cases gerapporteerd
Vermoedelijke cases gerapporteerd

De eerste infectie van het coronavirus op de Filipijnen werd bevestigd op 30 januari 2020. Het betreft een 38-jarige vrouw afkomstig uit Wuhan. Zij arriveerde op 21 januari vanuit Hong Kong in Manilla. Ze werd opgenomen toen zij zich op 25 januari meldde met een milde hoest. Ten tijde van de bekendmaking verliepen haar klachten subklinisch.

### Indonesië
Op 2 maart 2020 werden de eerste twee besmettingen met het virus in Indonesië bevestigd.

### Irak
Op 23 februari 2020 werd de eerste besmetting met het virus in Irak gemeld.

### Israël
Rond 6 juli 2020 brak er in Israël een tweede golf uit. Tot dat punt waren er al 29.366 mensen besmet waarvan 330 overleden waren aan het virus. Volgens staatssecretaris Yoav Kisch was de tweede golf ernstiger dan de eerste.

### Jordanië
Op 2 maart 2020 werden de eerste twee besmettingen in Jordanië gemeld.

### Koeweit
Op 24 februari 2020 werden in Koeweit de eerste vastgestelde besmettingen bekendgemaakt, bij drie personen uit een groep van 700 evacués uit de Iraanse stad Mashhad.

### Maldiven
Op 7 maart 2020 werden op de Maldiven de eerste twee besmettingen met het virus vastgesteld. Het virus werd vastgesteld bij twee werknemers van het Kuredhoo Island Resort, zij hebben het virus vermoedelijk opgelopen door in contact te zijn geweest met een Italiaanse toerist die pas bij terugkeer positief testte op het virus.

### Maleisië

Kaart van de uitbraak in Maleisië
(per 17 maart):
Bevestigde cases gerapporteerd
Vermoedelijke cases gerapporteerd

Op 24 januari 2020 werden in Maleisië acht Chinese staatsburgers in een hotel in Johor Bahru onder quarantaine geplaatst nadat zij in het naburige Singapore in contact waren gekomen met een geïnfecteerd persoon. Hoewel de eerste rapporten uitwezen dat zij negatief op het virus testten, bleek op 25 januari dat drie van hen toch positief waren.

### Sri Lanka
Op 27 januari 2020 werd de eerste besmetting in Sri Lanka gemeld, het betreft een 47-jarige Chinese vrouw afkomstig uit de provincie Hubei. Zij werd in kritieke toestand opgenomen door het Nationaal Instituut voor Infectieziekten.

### Nepal

Kaart van de uitbraak in Nepal
(per 29 januari):
Bevestigde cases gerapporteerd
Vermoedelijke cases gerapporteerd

Een Nepalese student die op 24 januari 2020 terugkeerde vanuit Wuhan was de eerste in Nepal die besmet was met het coronavirus. Zijn besmetting werd vastgesteld door een monster van het virus naar een locatie van de WHO te sturen in Hong Kong waar het getest zou worden op overeenkomsten met het Wuhan-virus. Hij werd ontslagen nadat zijn conditie was verbeterd.
Op 27 januari werd opnieuw een besmetting vastgesteld. Het betrof een Amerikaan die terugkeerde vanuit Wuhan.

### Thailand

Kaart van de uitbraak in Thailand
(per 25 maart):
Bevestigde cases gerapporteerd
Vermoedelijke cases gerapporteerd

### Verenigde Arabische Emiraten
Op 23 januari 2020 maakte Abu Dhabi International Airport en Dubai International Airport bekend dat zij begonnen met het controleren van de lichaamstemperatuur van reizigers die direct vanuit China arriveerden.
Op 29 januari werd de eerste besmetting van het virus in de Verenigde Arabische Emiraten bevestigd. Het betrof een Chinees staatsburger die samen met haar familie vanuit Wuhan arriveerde.

### Vietnam

Kaart van de uitbraak in Vietnam
(per 26 maart):
Bevestigde cases gerapporteerd
Vermoedelijke cases gerapporteerd

## Preventie in andere landen

### Oezbekistan
Op 2 maart 2020 besloot de Oezbeekse overheid de luchtverbindingen met Afghanistan, Iran en Italië te schorsen ter voorkoming van verspreiding van het virus.

### Turkmenistan
Dit land schorste op 5 maart 2020 de luchtverbindingen met China en Thailand, sloot de grens met Oezbekistan en creëerde een quarantaine-zone in het oosten.